# Барретт-Гамильтон, Джеральд
Майор Джеральд Эдвин Гамильтон Барретт-Гамильтон (англ. Gerald Edwin Hamilton Barrett-Hamilton; 18 мая 1871 — 17 января 1914) — британско-ирландский естествоиспытатель, зоолог и морской биолог, соавтор М. А. К. Хинтона в написании «Истории британских млекопитающих», которая оставалась «самой тщательной, точной и научной публикацией» о британских млекопитающих вплоть до 1950-х годов; британский военный, майор.

## Биография
Барретт-Гамильтон родился в Индии в семье ирландцев Сэмюэля Барретта-Гамильтона и Лауры Эмилии Томпсон. В 1874 году семья вернулась на родину в Ирландию и поселилась в Килманоке в графстве Уэксфорд. Он получил среднее образование в школе Харроу; затем в 1894 году окончил Тринити-колледж в Кембридже с отличием 1-й степени, сдав Трайпос по естественным наукам. В время учёбы он проводил летние каникулы у себя дома, занимаясь ботаникой при поддержке Александра Гудмана Мора. С 1887 по 1908 год Барретт-Гамильтон публиковал статьи о растениях Уэксфорда в Journal of Botany, British and Foreign  и The Irish Naturalist. В 1896 году он был принят в адвокатуру, но никогда не практиковал. С 1896 по 1897 год был членом Беринговоморской комиссии по морским котикам. Поступил на военную службу в 5-й батальон Королевских ирландских стрелков, где 3 марта 1897 года получил звание капитана, а в 1905 году — майора. 28 февраля 1900 года, после начала Второй англо-бурской войны, он был назначен инструктором по стрельбе и в 1901—1902 годах служил в действующих войсках в Южной Африке. После окончания войны в июне 1902 года покинул Кейптаун на пароходе Dunera в конце сентября 1902 года и прибыл в Саутгемптон в начале следующего месяца. В 1904 году он занял пост Верховного шерифа Уэксфорда, а затем работал в Музее естественной истории в Лондоне и участвовал в различных правительственных исследованиях. Он женился на Мод Шарлотте Эланд, ирландке по происхождению. У них было шестеро детей. В 1910 году заявление Барретта-Гамильтона о сопровождении Роберта Фалкона Скотта в экспедиции Терра Нова в Антарктиду было отклонено.
В 1913 году Управление по делам колоний и Британский музей естественной истории поручили ему исследовать китобойный промысел и промысел тюленей на Фолклендских островах и в Южной Георгии. Во время этой исследовательской экспедиции он заболел воспалением легких и умер 17 января 1914 года в возрасте 43 лет от внезапной сердечной недостаточности на острове Южная Георгия в Субантарктике на юге Атлантического океана, когда руководил исследованиями промыслов китов и тюленей по заказу британского правительства.
Майкл Несбитт (внук Барретта-Гамильтона) заказал медную табличку с выгравированной фотографией Барретта-Гамильтона и с предварительного разрешения Фонда Южной Георгии отправил её в Норвежскую англиканскую церковь в Грютвикене для того, чтобы её там вывесили.

## Вклад в науку
В своей работе историка-естествоиспытателя Барретт-Гамильтон описал большое количество новых видов мелких млекопитающих на островах вокруг Британских островов, в том числе домовых и полевых мышей с Сент-Килды, которых он называл Mus muralis и Mus hirtensis, полагая, что эти «виды» сформировались «на месте», колонизировав острова естественным путем через сухопутные или ледяные мосты. В настоящее время показано, что это неверно, и многие из описанных им видов теперь считаются островными формами, а не самостоятельными видами, однако его вклад в естествознание был очень значителен. Он был ценным автором журнала The Irish Naturalist. Рукописи его статей и переписка с учёными хранятся в Университете Манитобы.
Барретт-Гамильтон описал несколько таксонов млекопитающих, включая Microtus thomasi, Apodemus draco, Apodemus pallipes, Lepus europaeus creticus, Lepus europaeus cyprius, Lepus timidus ainu, Erinaceus roumanicus, Nyctalus montanus, Plecotus teneriffae, Martes foina mediterranea, Martes martes latinorum, Mustela erminea hibernica , Mustela erminea polaris, Mustela erminea stabilis, Mustela nivalis caucasica, Mustela nivalis pallida и Mustela putorius aureola.

### Научные труды
- On a collection of mice (Mus hirtensis and M. muralis) from St Kilda', Annals of Scottish Natural History, 57 (1906), 1—4.
- A History of British Mammals, part completed to vol 21, 1910—1921